# Petiville, Calvados

Petiville este o comună în departamentul Calvados, Franța. În 1 ianuarie 2022 avea o populație de 559 de locuitori.